# Đảo Liran
Đảo Liran (tiếng Indonesia: Pulau Liran) (phát âm: lee-rawn) là một hòn đảo nhỏ ngoài nằm ngoài khơi bờ biển phía tây nam của đảo Wetar, Indonesia. Đảo Liran có diện tích 23.91 km², nằm cách đảo Atauro khoảng 12 km về phía tây nam, xung quanh được bao bọc bởi các rạn san hô.
Dân số nơi đây khá ít, họ nói tiếng Wetarese, sống chủ yếu ở ngôi làng nhỏ Ustutun trên bờ biển phía đông của hòn đảo. Ngoài ra, nơi đây còn có một ngọn hải đăng.